# Djurgårdens IF Fotboll 1932/1933
Djurgårdens IF Fotboll spelade i dåvarande Division 2 Östra 1932/1933. Man kom 3:a i serien med ett hemmapubliksnitt på 2594 åskådare.
- Bäste målskytt blev K. Möller och Lennart Palm med 8 mål.